# Руський Іван Михайлович
Іван Михайлович Руський (2 лютого 1911, село Банюнин, тепер Львівського району Львівської області — ?) — український радянський діяч, голова колгоспу імені XX з'їзду КПРС Кам'янка-Бузького району Львівської області. Герой Соціалістичної Праці (22.03.1966).

## Біографія
Народився в селянській родині.
З 1944 року служив у Радянській армії, учасник німецько-радянської війни.
Після демобілізації повернувся до рідного села, працював у колгоспі.
З 1950-х років — голова колгоспу імені XX з'їзду КПРС села Банюнин Новомилятинського (потім — Кам'янсько-Бузького) району Львівської області.
Член КПРС.
22 березня 1966 року отримав звання Героя Соціалістичної Праці з врученням ордена Леніна і золотої медалі «Серп і молот» за високі показники очолюваного ним колгоспу.
Потім — на пенсії в селі Банюнин Кам'янка-Бузького району Львівської області.

## Нагороди
- Герой Соціалістичної Праці (22.03.1966);
- три ордени Леніна (26.02.1958, 22.03.1966);
- орден Жовтневої Революції;
- орден Вітчизняної війни II ступеня (6.04.1985);
- медалі.